# Gangbyeonbuk-ro
Đường cao tốc Gangbyeon (Tiếng Hàn: 강변북로, Hanja: 江邊北路) là đường cao tốc với 8 làn xe ở Seoul, Hàn Quốc. Nó là một phần của Quốc lộ 46 và Quốc lộ 77. Tuyến này nối Seoul từ Goyang đến Namyangju, với tổng chiều dàu là 37,37 km (23,22 mi). Đường cao tốc này nối trực tiếp với Đường cao tốc Jayu (자유로) ở đường biên thành phố tọa lạc tại cầu Gayang. Đoạn cầu Mapo–Namyangju được thiết kế như Quốc lộ 46, trong khi đoạn từ cầu Yanghwa–Goyang được chỉ định là Quốc lộ 77. Đường cao tốc là trục đường chính nối phía Bắc thành phố Seoul với các thành phố vệ tinh như Goyang, Paju, và Namyangju.

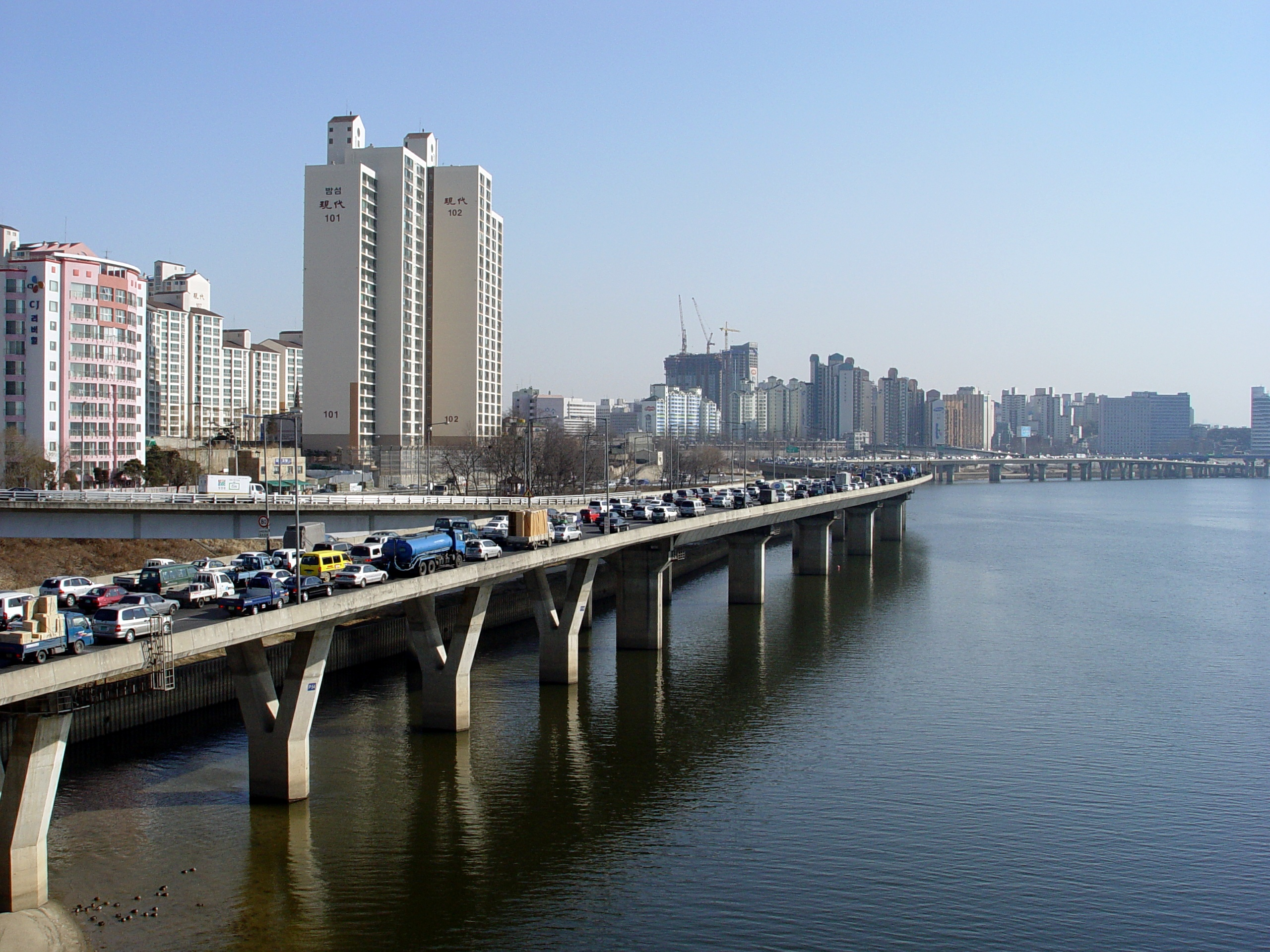
Nhìn về phía đông từ đầu phía bắc của cầu Seogangdaegyo, Gangbyeonbuk-ro

## Lịch sử
- 25 tháng 12 năm 1969  : Khai trương đoạn 8 km từ đầu phía bắc của cầu Yanghwa đến đầu phía bắc của cầu Hangang[1]
- 23 tháng 12 năm 1970  : Đầu phía bắc của cầu Hangang ~ cầu Yongbi ~ cầu Seongdong (hiện tại là cầu Yongbi ~ đoạn cầu Seongdong là một phần của đoạn Gwangnaru-ro) đoạn 9,4 km được thông xe[2]
- 26 tháng 11 năm 1972: Đổi tên tuyến đường [3][4]
- Tháng 7 năm 1972 : Cầu Yongbi - Cầu Jamsil 5 km đầu phía bắc được khánh thành[5]
- Tháng 1 năm 1980 : Khởi công xây dựng đoạn 7,2 km từ đầu phía bắc của cầu Haengju đến đầu phía bắc của cầu Seongsan[6]
- 26 tháng 6 năm 1981  : Khai trương ở đầu phía bắc của Cầu Jamsil ~ Cầu Cheonho ở đầu phía bắc[7]
- Tháng 7 năm 1982 : Đầu phía bắc của cầu Seongsan ~ Haengjusanseong ( đầu phía bắc của cầu Haengju ) (một phần của đoạn Jayu-ro hiện tại ) được khai trương[8]
- 21 tháng 3 năm 1984  : Gangbyeon 4-ro ( đoạn từ đầu phía bắc của cầu Yanghwa đến đầu phía bắc của cầu Hangang ) được đổi tên thành “ Daegeon-ro ”[9]
- 16 tháng 11 năm 1984: Thay đổi điểm đầu của Gangbyeon 1-ro từ Đồng hồ Gwangjang-dong đến điểm cuối phía bắc của Cầu Cheonho , và rút ngắn chiều dài từ 4,2 km xuống 2,4 km[10]
- 12 tháng 7 năm 1986: Đầu phía bắc của cầu Cheonho - đoạn đồng hồ Nanjido được chỉ định là đường dành riêng cho ô tô [11]
- Tháng 12 năm 1988 : Khởi công xây dựng đầu phía bắc của cầu Banpo đến đầu phía bắc của cầu Cheonho[12]
- 1 tháng 10 năm 1994: Khai trương giao lộ Topyeong[13]
- 1 tháng 3 năm 1996  : Cầu Yongbi (cây cầu hiện tại ở phần Seobinggo-ro ) đóng cửa để xây dựng lại[14]
- Tháng 5 năm 1996 : Khởi công xây dựng công trình mở rộng 8 làn xe cho đoạn 3,6 km từ Cầu Jamsil đến đầu phía Bắc của Cầu Cheonho[15]
- 1 tháng 7 năm 1996: Được đặt tên là Quốc lộ 46 giữa đầu phía bắc của cầu Mapo và đầu phía bắc của cầu Cheonho do thay đổi tuyến đường quốc gia[16]
- 30 tháng 12 năm 1996: Cầu đường sắt Dangsan - đoạn Cầu đường sắt Hangang thông xe[17]
- 10 tháng 5 năm 1997: Chỉ định đoạn 26,8 km từ đầu phía bắc của Cầu Cheonho đến Hồ Nanjido-dong làm đường dành riêng cho ô tô, bao gồm cả phần mở rộng của đường hiện tại và phần mới[18]
- 24 tháng 6 năm 1997: Đoạn cầu Seongsan ~ Cầu Yongbi (Cầu Dumo) được mở rộng và thông xe[19]
- 14 tháng 10 năm 1997: Đổi tên thành Gangbyeonbuk -ro[20]
- 20 tháng 8 năm 1998: Đoạn 700m của cầu Saenamteo - đầu phía bắc của cầu Hangang - Hiệp hội Y khoa Hàn Quốc (Ichon 1-dong, Yongsan-gu, Ichon 2-dong, một phần của Ichon-ro và Ichon-ro 46 -gil) đã được dỡ bỏ khỏi con đường độc quyền[21]
- 10 tháng 8 năm 2000: Đoạn 5,3 km của Cầu vượt Seobing - đầu phía bắc của cầu Seongsu (Trạm bơm nước mưa Bogwang ở Bogwang-dong, Yongsan-gu - Văn phòng lọc nước Ttukdo ở Seongsu-dong, Seongdong-gu, hiện là một phần của Ttukseom-ro ) được dỡ bỏ khỏi con đường độc quyền[22]
- 2003: Mở đầu phía bắc của cầu Cheonho - đoạn Guri -si
- 20 tháng 2 năm 2004: Được chỉ định là con đường dành riêng cho ô tô giữa đầu phía bắc của Cầu Cheonhodaegyo và cách đồng hồ 1,56 km ở Gwangjang-dong, Gwangjin-gu[23]
- 10 tháng 7 năm 2009: Kết hợp "Topyeonggangbyeon-ro" ở Guri-si và "Jonghapundongjang-ro" ở Namyangju vào đoạn Gangbyeonbuk-ro trong khi thực hiện địa chỉ tên đường[24]
- 2 tháng 8 năm 2017: Đoạn giữa Giao lộ Gaunsageori và Giao lộ Donong ở thành phố Namyangju được chia thành Dasanjeum-ro.[25]

## Cơ sở hạ tầng
- IC: Nút giao, IS : Giao lộ, JC : Giao lộ, SA : Khu vực dịch vụ, TG : Trạm thu phí, BR : Cầu
- (■): Đoạn đi trùng với Quốc lộ 77
- (■): Đoạn đi trùng với Quốc lộ 46
- (■): Đoạn đi trùng với Quốc lộ 46 và Đường cao tốc đô thị Dongbu
- (■): Đoạn đường chung (không phải đoạn của Đường 70 Thủ đô Seoul, không phải đoạn đường cao tốc)
- Cầu Gayang ~ Cầu Yeongdong: Trùng với Quốc lộ 23.

| Loại                              | Số                            | Tên                              | Tên                           | Kết nối                                                                                        | Vị trí                        | Vị trí                        | Hướng dốc                     | Ghi chú |
| Loại                              | Số                            | Tiếng Anh                        | Hangul                        | Kết nối                                                                                        | Vị trí                        | Vị trí                        | Hướng dốc                     | Ghi chú |
| Kết nối trực tiếp với Jayu-ro     | Kết nối trực tiếp với Jayu-ro | Kết nối trực tiếp với Jayu-ro    | Kết nối trực tiếp với Jayu-ro | Kết nối trực tiếp với Jayu-ro                                                                  | Kết nối trực tiếp với Jayu-ro | Kết nối trực tiếp với Jayu-ro | Kết nối trực tiếp với Jayu-ro | Kết nối trực tiếp với Jayu-ro |
| --------------------------------- | ----------------------------- | -------------------------------- | ----------------------------- | ---------------------------------------------------------------------------------------------- | ----------------------------- | ----------------------------- | ----------------------------- | --- |
| IC                                | 6                             | Gayangdaegyo Br.                 | 가양대교 북단                 | Gayang-daero Hwagok-ro Gayang-daero                                                            | Seoul                         | Mapo-gu                       | Bên phải                      | |
| IS                                | -                             | Công viên Noeul                  | 노을공원                      | Haneulgongwon-ro                                                                               | Seoul                         | Mapo-gu                       | -                             | Chỉ vào và ra từ hướng Ilsan |
| IC                                | 7                             | Worldcupdaegyo Br.               | 월드컵대 교 북단              | Jeungsan-ro                                                                                    | Seoul                         | Mapo-gu                       | Bên phải                      | Không thể đi về phía Guri |
| JC                                | 8                             | Seongsandaegyo JC Seongsandaegyo | 성산대교 분기점 성산대교 북단 | Đường vành đai Naebu Cầu Seongsan Quốc lộ 1 (Seongsan-ro) Quốc lộ 48 (Seongsan-ro)             | Seoul                         | Mapo-gu                       | Cả 2 hướng                    | |
| IS                                | -                             | Tên không xác định               |                               | Donggyo-ro                                                                                     | Seoul                         | Mapo-gu                       | -                             | Chỉ có thể đi vào hướng Ilsan |
| IC                                | 9                             | Yanghwadaegyo Br.                | 양화대교 북단                 | Cầu Yanghwa Quốc lộ 6 (Seonyu-ro, Yanghwa-ro) Quốc lộ 77 (Seonyu-ro)                           | Seoul                         | Mapo-gu                       | Bên trái                      | |
| IS                                | -                             | Tên không xác định               |                               | Wowsan-ro                                                                                      | Seoul                         | Mapo-gu                       | -                             | Chỉ vào và ra từ hướng Ilsan |
| IC                                | 10                            | Seogangdaegyo Br.                | 서강대교 북단                 | Cầu Seogang Gukhoe-daero Seogang-ro                                                            | Seoul                         | Mapo-gu                       | Bên trái                      | Không thể vào cây cầu bị ràng buộc Ilsan |
| IS                                | -                             | Tên không xác định               |                               | Daeheung-ro                                                                                    | Seoul                         | Mapo-gu                       | -                             | Chỉ có thể đi vào hướng Ilsan |
| IC                                | 11                            | Mapodaegyo Br.                   | 마포대교 북단                 | Cầu Mapo Quốc lộ 46 (Yeoui-daero)                                                              | Seoul                         | Mapo-gu                       | Bên trái                      | |
| IC                                | 11                            | Wonhyo-ro                        | 원효로                        | Wonhyo-ro                                                                                      | Seoul                         | Mapo-gu                       | Bên trái                      | Chỉ có thể đi vào hướng của Guri và đi vào hướng của Ilsan. |
| IC                                | 12                            | Wonhyodaegyo Br.                 | 원효대교 북단                 | Cầu Wonhyo Yeouidaebang-ro Cheongpa-ro                                                         | Seoul                         | Yongsan-gu                    | Bên trái                      | |
| IC                                | 13                            | Hangangdaegyo Br.                | 한강대교 북단                 | Cầu Hangang Yangnyeong-ro Hangang-daero Ichon-ro                                               | Seoul                         | Yongsan-gu                    | Bên trái                      | Đi vào đầu phía bắc của Cầu Hangang bằng Ichon-ro |
| IC                                | 14                            | Dongjakdaegyo Br.                | 동작대교 북단                 | Cầu Dongjak Dongjak-daero                                                                      | Seoul                         | Yongsan-gu                    | Bên trái                      | Không thể vào Ilsan theo cả hai hướng (Có thể vào Shindonga APT và vào Ichon-ro)                                                                                            |
| IS                                | -                             | Shindonga APT                    | 신동아아파트                  | Ichon-ro                                                                                       | Seoul                         | Yongsan-gu                    | -                             | Chỉ có thể đến và đi từ Ilsan. Có thể đi từ Ichon-ro và Seobinggo đến Hyundai APT.                                                                                          |
| IC                                | 15                            | Banpodaegyo Br.                  | 반포대교 북단                 | Cầu Banpo Banpo-daero Seobinggo-ro                                                             | Seoul                         | Yongsan-gu                    | Bên trái                      | Chỉ truy cập vào và đi từ hướng đồng |
| IC                                | 16                            | Hannamdaegyo Br.                 | 한남대교 북단                 | Cầu Hannam Gangnam-daero                                                                       | Seoul                         | Yongsan-gu                    | Bên phải                      | Chỉ truy cập vào và đi từ hướng đồng |
| JC                                | 18                            | Seongsudaegyo Br.                | 성수대교 북단                 | Đường cao tốc đô thị Dongbu Cầu Seongsu Eonju-ro Gosanja-ro Ttukseom-ro                        | Seoul                         | Seongdong-gu                  | Bên phải                      | Ttukseom-ro chỉ có thể vào Ilsan và Guri. |
| IC                                | -                             |                                  |                               | Wangsimni-ro                                                                                   | Seoul                         | Seongdong-gu                  | -                             | Chỉ vào và ra từ hướng Ilsan |
| IC                                | 19                            | Yeongdongdaegyo Br.              | 영동대교 북단                 | Cầu Yeongdong Quốc lộ 47 (Yeongdongdaero, Dongil-ro) Tỉnh lộ 23 (Yeongdong-daero)              | Seoul                         | Gwangjin-gu                   | Bên phải                      | |
| JC                                | 20                            | Cheongdamdaegyo Br.              | 청담대교 북단                 | Cầu Cheongdam Đường cao tốc đô thị Dongbu                                                      | Seoul                         | Gwangjin-gu                   | Bên trái                      | Không thể đi vào đầu phía bắc của Cầu Cheongdam theo hướng Guri Không thể đi vào cả hai hướng đến Ilsan                                                                     |
| IC                                | 21                            | Jamsildaegyo Br.                 | 잠실대교 북단                 | Cầu Jamsil Quốc lộ 3 (Songpa-daero, Jayang-ro)                                                 | Seoul                         | Gwangjin-gu                   | Bên phải                      | |
| IC                                | -                             | Đường sắt Jamsil Br.             | (잠실철교)                    | Cầu đường sắt Jamsil Tàu điện ngầm Seoul tuyến số 2 Gangbyeonyeok-ro                           | Seoul                         | Gwangjin-gu                   | Bên phải                      | Không thể vào Guri |
| IC                                | 22                            | Olympicdaegyo Br.                | 올림픽대교 북단               | Cầu Olympic Gangdong-daero Gwangnaru-ro                                                        | Seoul                         | Gwangjin-gu                   | Bên phải                      | Không thể vào hướng Ilsan |
| IC                                | 23                            | Cheonhodaegyo Br.                | 천호대교 북단                 | Cầu Cheonho Quốc lộ 43 (Cheonho-daero) Quốc lộ 46 (Cheonho-daero) Cầu Gwangjin Gucheonmyeon-ro | Seoul                         | Gwangjin-gu                   | Bên phải                      | Hướng Guri chỉ được phép đi vào Cheonho-daero (Không có Cầu Gwangjin) Hướng Ilsan chỉ có thể đi vào hướng Gucheon-myeon-ro (Walkerhill). Không được phép vào từ Cầu Cheonho |
| IC                                | -                             | Acheon                           | 아천                          | Yangjae-daero Sagajeong-ro Quốc lộ 43 (Achasan-ro) Quốc lộ 46 (Achasan-ro)                     | Seoul                         | Gwangjin-gu                   | N / A                         | |
| IC                                | -                             | S.Guri                           | 남구리                        | Đường cao tốc Sejong–Pocheon                                                                   | Gyeonggi-do                   | Guri-si                       | N / A                         | |
| IS                                | -                             | Topyeong                         | 토평삼거리                    | Beolmal-ro                                                                                     | Gyeonggi-do                   | Guri-si                       | N / A                         | |
| IS                                | -                             |                                  |                               | Comos-gil                                                                                      | Gyeonggi-do                   | Guri-si                       | N / A                         | |
| IC                                | -                             | Topyeong                         | 토평                          | Đường cao tốc vành đai 1 vùng thủ đô Wangsukcheon-ro                                           | Gyeonggi-do                   | Guri-si                       | N / A                         | |
| BR                                | -                             | Suseokgyo Br.                    | 수석교                        |                                                                                                | Gyeonggi-do                   | Guri-si                       | N / A                         | |
| IC                                | -                             | Suseok                           | 수석                          | Đường cao tốc Suseok–Hopyeong                                                                  | Gyeonggi-do                   | Namyangju-si                  | N / A                         | |
| IS                                | -                             | Gaun                             | 가운사거리                    | Gosan-ro                                                                                       | Gyeonggi-do                   | Namyangju-si                  | N / A                         | |
| Kết nối trực tiếp với Dasanjim-ro |                               |                                  |                               |                                                                                                |                               |                               |                               | |

## Thư viện

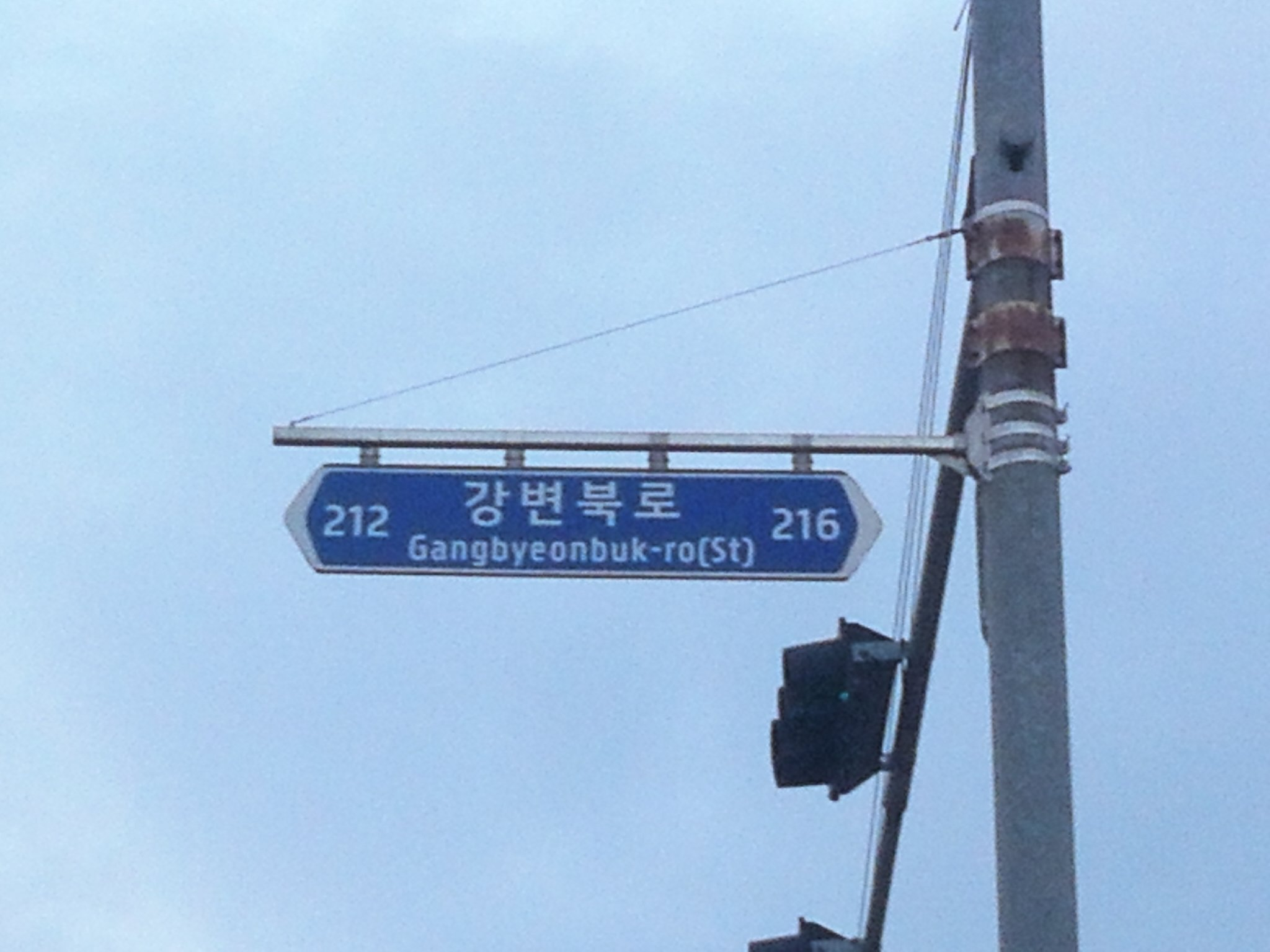
Biển tên đường Gangbyeonbuk-ro
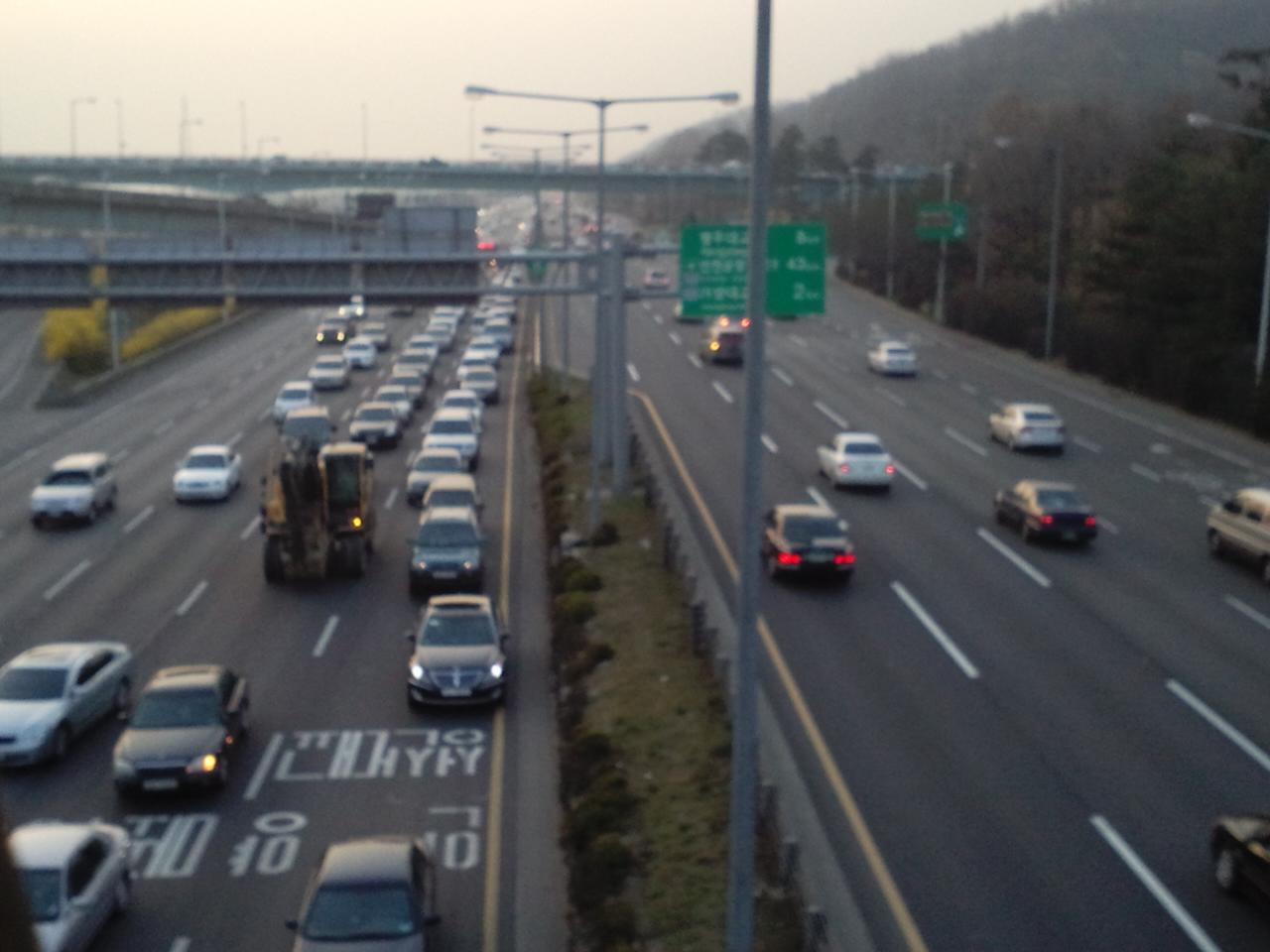
Đường cao tốc Gangbyeon ở phía Bắc cầu Gayang
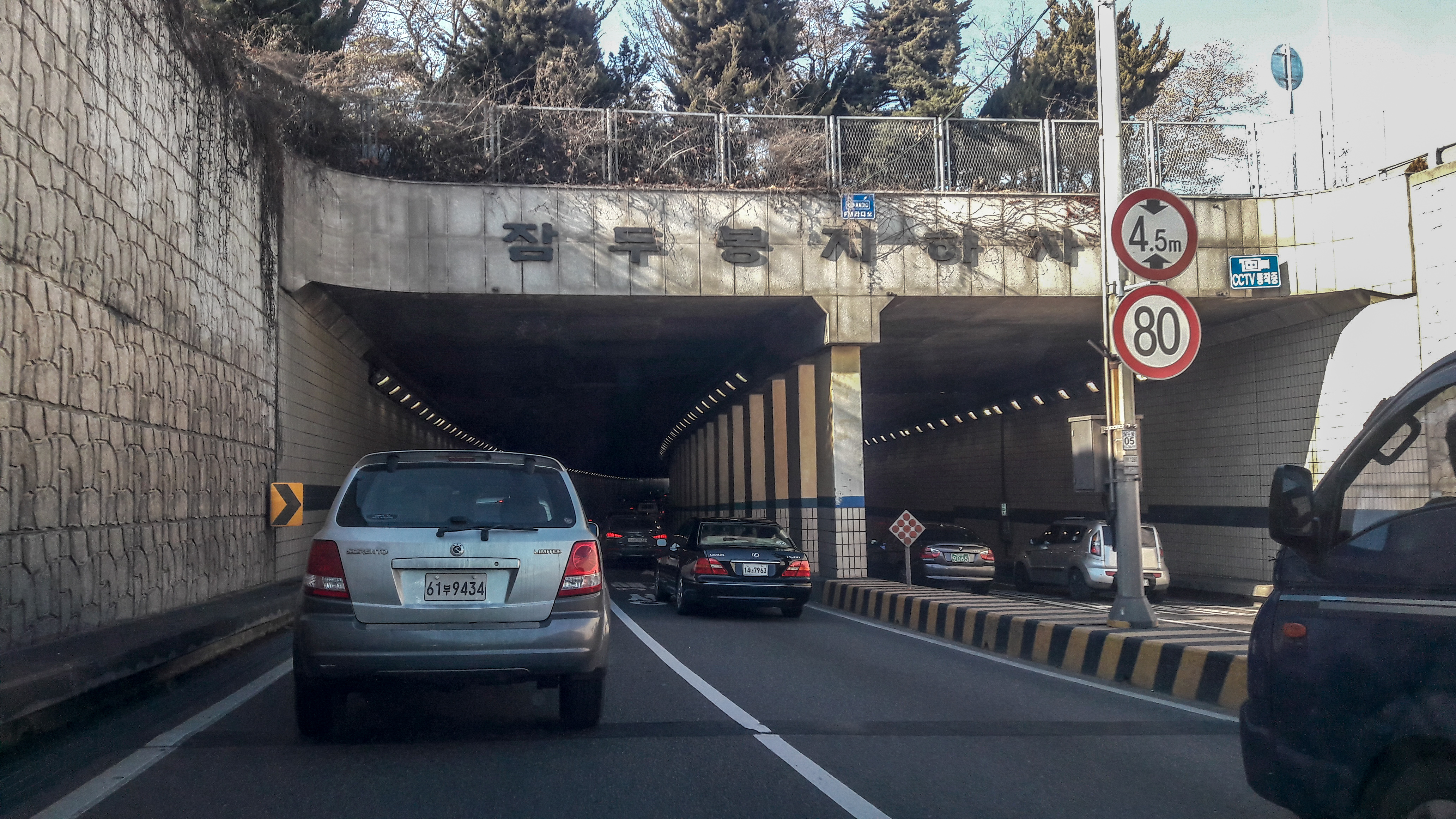
Lối vào Đường ngầm Jamdubong đến Ilsan
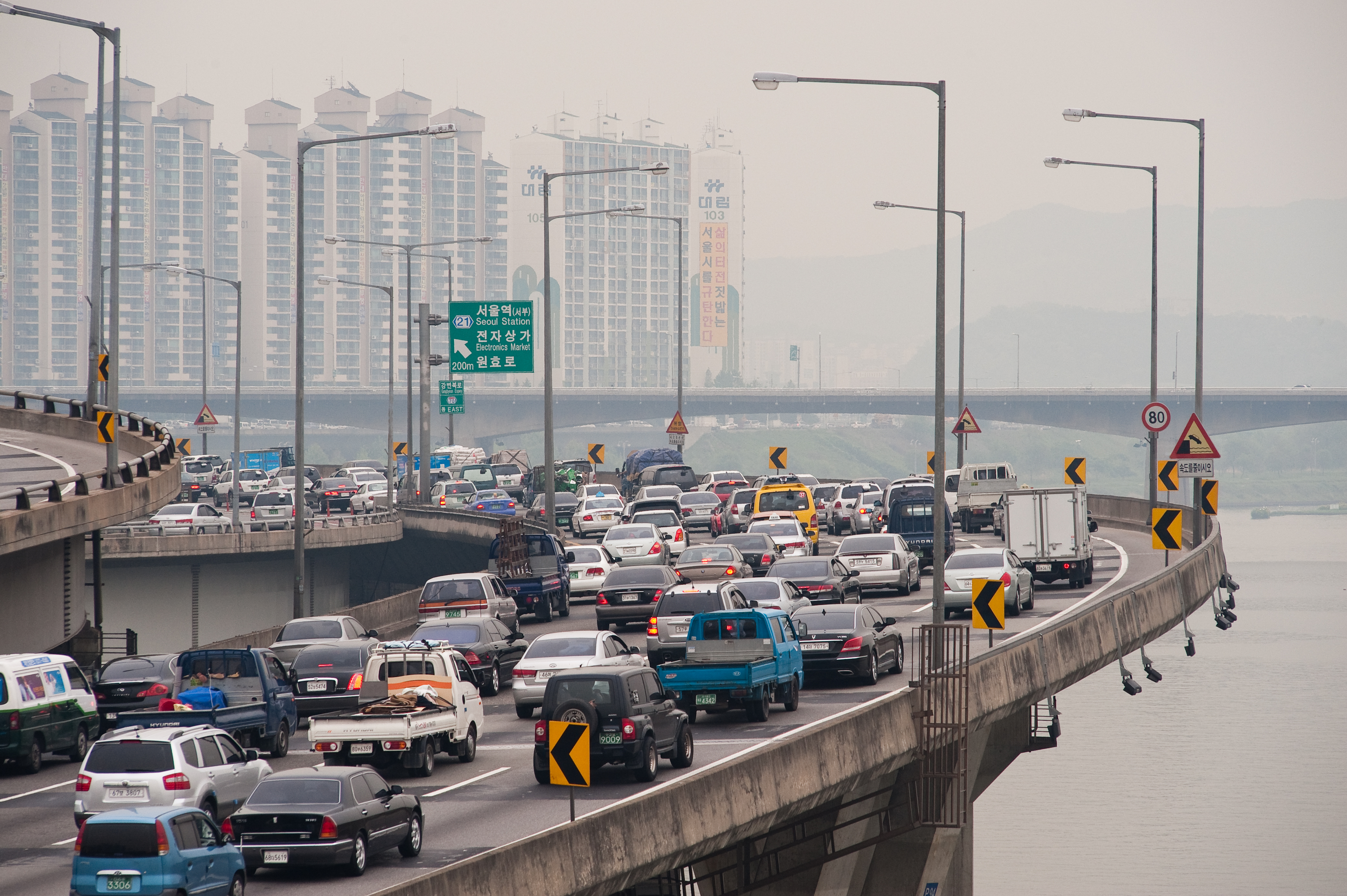
Nút giao thông phía Bắc cầu Mapo và đường dốc Wonhyo-ro (trước khi thay biển báo)
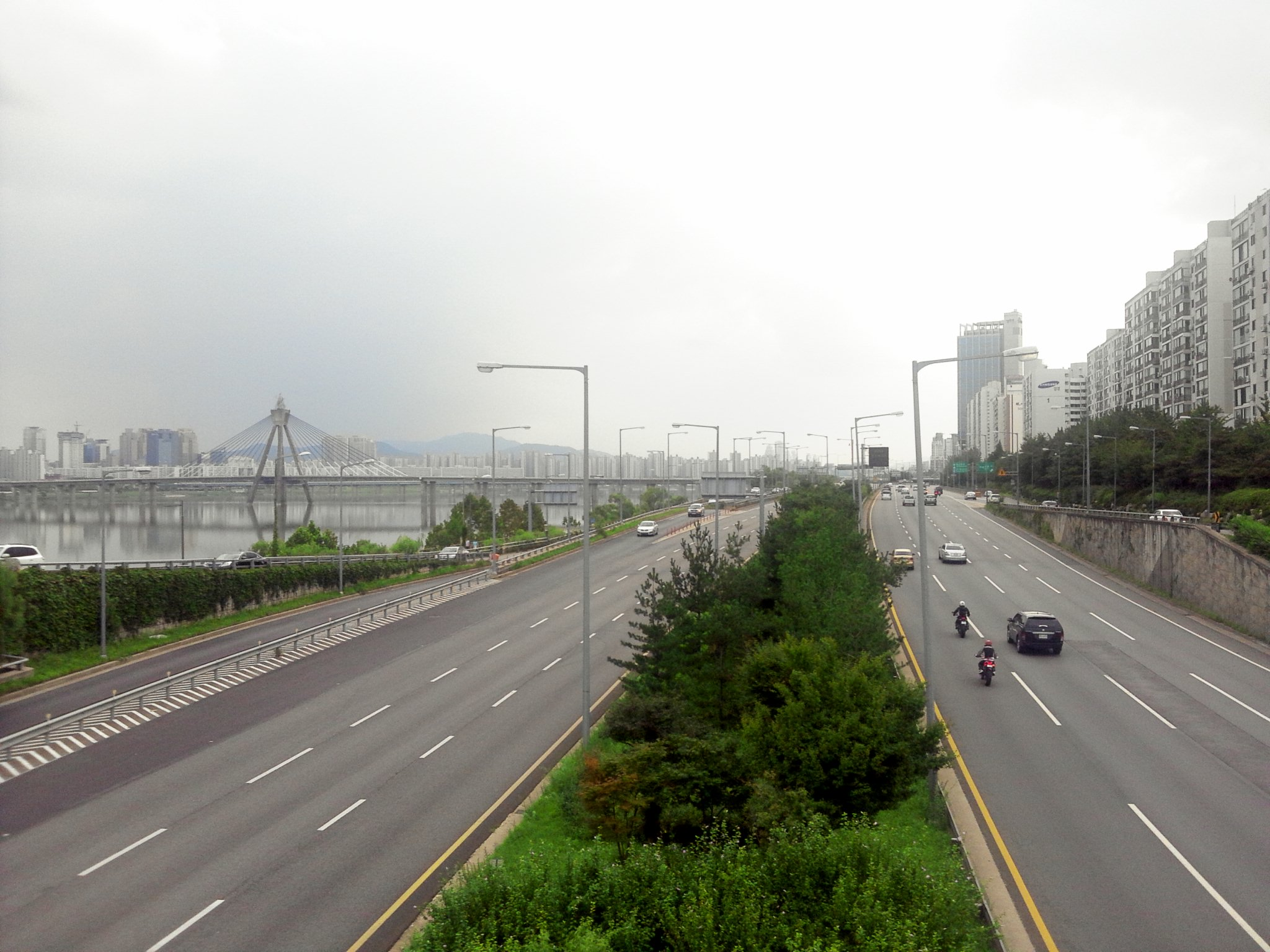
Đường cao tốc Gangbyeon ở phía Bắc cầu Cheonho
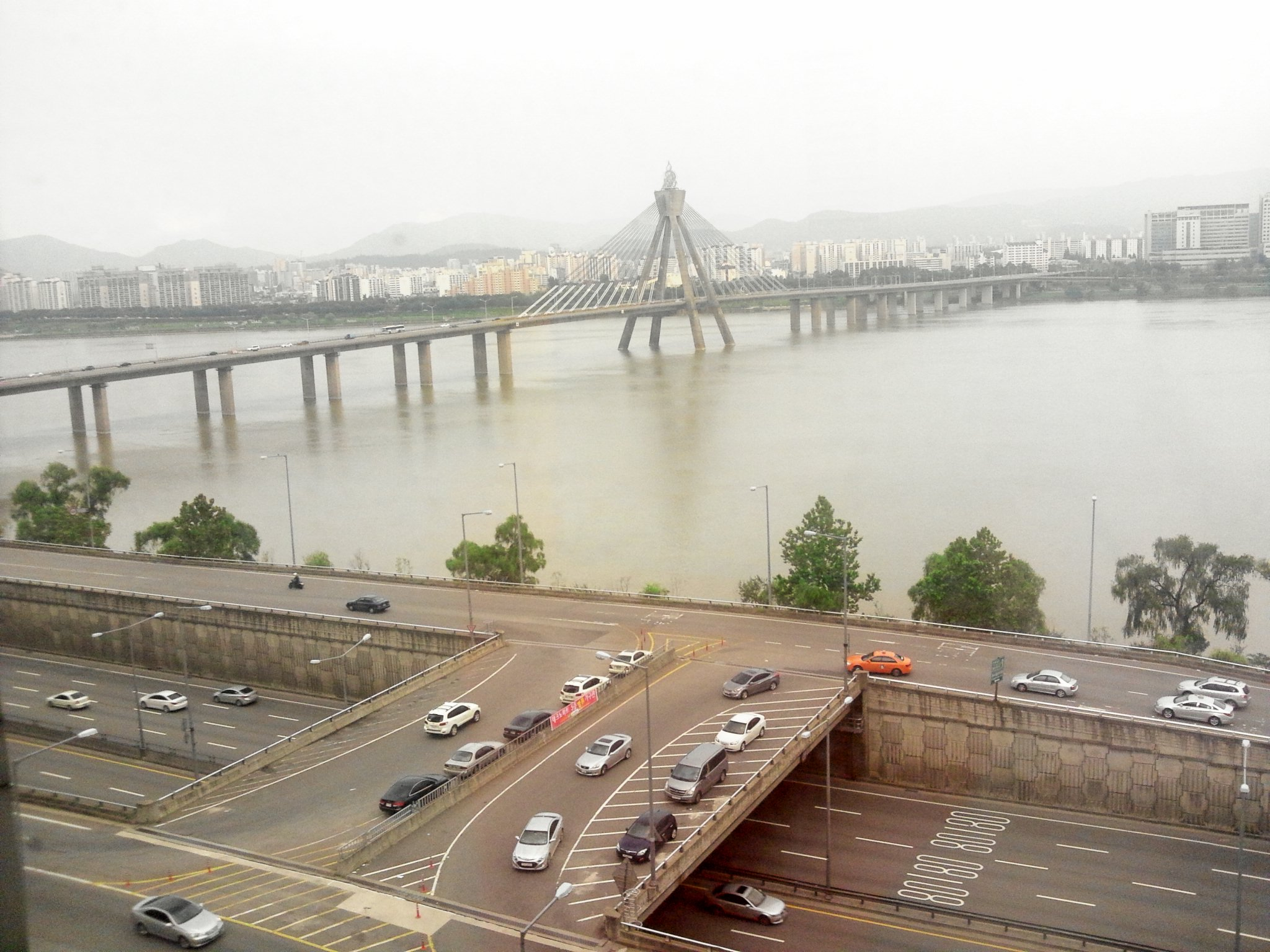
Đầu phía bắc của cầu đường sắt Jamsil - Cầu vượt đường Techno ở đầu phía bắc của cầu Olympic
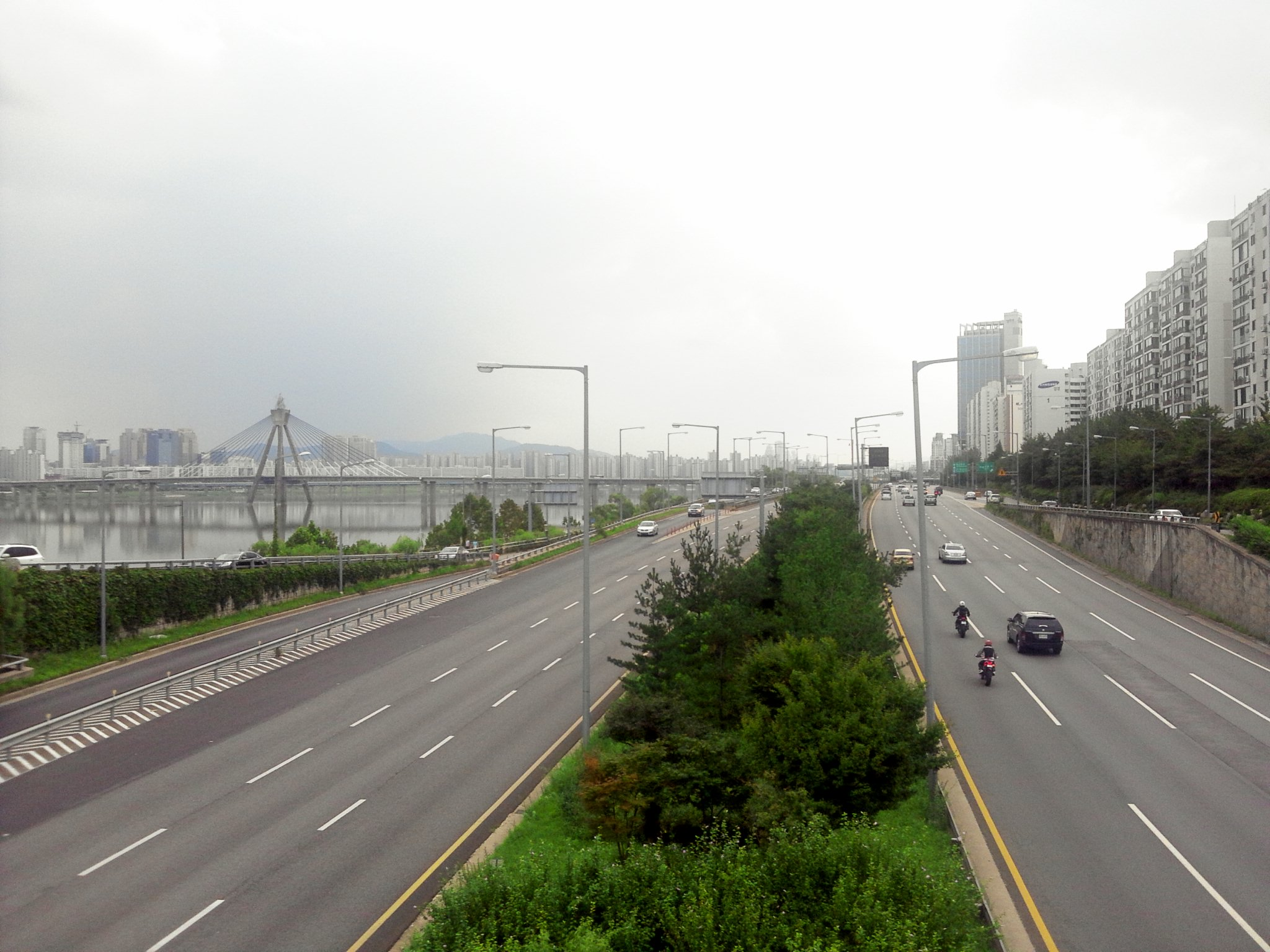
Nút giao phía Bắc cầu Olympic - Đoạn nút giao cuối phía Bắc cầu Cheonho (theo hướng Cầu Gayangdaegyo)